# Каннский кинофестиваль 1939
Каннский кинофестиваль 1939 года (фр. Festival de Cannes 1939 (Festival International du Film de Cannes 1939)) — несостоявшийся Каннский кинофестиваль, был запланирован на сентябрь 1939 года в Каннах, Франция. Однако в связи с начавшейся Второй мировой войной его проведение было сорвано и 1-й Каннский кинофестиваль прошёл в 1946 году уже после окончания войны.

## История
Впервые фестиваль должен был пройти в сентябре 1939 года. Инициаторами создания Каннского фестиваля стали писатель, дипломат и член жюри Венецианского фестиваля 1938 года Филипп Эрланже (фр. Philippe Erlanger), занимавший также пост председателя «Французской ассоциации художественной деятельности» (фр. l'Association française d'action artistique), и министр образования Франции Жаном Зе.
Проведение фестиваля во Франции было во-многом вызвано событиями произошедшими на предвоенных международных Венецианских кинофестивалях. С укреплением гитлеровского режима в Германии и налаживанием связей Третьего рейха с фашистской Италией, их представительство в Венецианском кинофестивале становилось всё более доминирующим. В 1938 году жюри, под давлением германской делегации, отменило своё решение о присвоении главной награды «Кубка Муссолини» американскому фильму (сведения об этом просочились к участникам и журналистам) и главный приз получили сразу две ленты: итальянский фильм «Лётчик Лючиано Серро» режиссёра Гоффредо Алессандрини и немецкий документальный фильм «Олимпия» Лени Рифеншталь, который вообще не имел право получать высшую награду, так как не был художественным. Представители американской и британских делегаций официально заявили, что больше не будут принимать участия в Венецианском кинофестивале, некоторые делегации демонстративно покинули Венецию. Решение жюри следующего Венецианского кинофестиваля проходившего в 1939 году, также носило одиозный характер. Тогда Кубок Муссолини был присуждён колониальному пропагандистскому фильму «Кардинал Мессиас» Алессандрини — одного из наиболее видных представителей официальной кинематографии эпохи Муссолини. Таким образом, на Венецианском фестивале главный приз в 1938—1939 годах доставался представителям фашистских стран, а другие делегации вынуждены были довольствоваться лишь второстепенными призами. В итоге во Франции пришли к выводу о необходимости проведения собственного фестиваля с независимым жюри и широким представительством всех стран. Идею создания фестиваля во Франции связывают с Филиппом Эрланже, которому пришла эта мысль в вагоне поезда, когда он возвращался с Венецианского кинофестиваля. Эта идея нашла поддержку, как в правительственных, так и в кинематографических и деловых кругах французского общества. Сторонником проведения контр-фестиваля по отношению к Венецианскому стал министр образования Франции Жан Зе, который продвигал эту идею на правительственном уровне. Среди кандидатов на проведение конкурса рассматривались города Виши, Биарриц, Люцерн, Остенде, Алжир и Канны, при этом кандидатура Парижа с самого начала не нашла поддержки организаторов. После посещения специальной комиссией городов-кандидатов выбор был остановлен на курортных Каннах.
Организация фестиваля была поручена Ассоциации демократических искусств, директором кинофестиваля назначен Филипп Эрланже. Почётным президентом жюри стал Луи Люмьер, а сам фестиваль должен был пройти с 1 по 20 сентября 1939 года. «Отец кинематографа» заявил, что хочет «стимулировать развитие кинематографического искусства во всех его формах и создать дух сотрудничества между странами-производителями фильмов». Председателем Оргкомитета фестиваля был назначен Жорж Юисман деятельный организатор, искусствовед, историк и писатель, один из богатейших людей Франции, хорошо известный в деловых кругах и высшем обществе страны. В оргкомитет вошёл министр внутренних дел Франции в правительстве Эдуара Даладье Альбер Сарро, который от лица организаторов кинофорума заключил с мэрией города Канны «Генеральное соглашение о проведении кинофестиваля». Президентом фестиваля был назначен Жан Зе. Высшая награда получила название «Кубок Люмьера», который должен был вручать сам Люмьер. В 1939 году французский художник Жан-Габриэль Домерг, известный своими портретами парижанок и один из основоположников пинапа, создал плакат кинофестиваля.
На фестивале СССР должен был представлен четырьмя картинами («На границе», «Ленин в 1918 году», «Трактористы», «Если завтра война…»), хотя изначально планировалось, что будут участвовать только две, но в отбор вмешались политические реалии накануне Второй мировой войны. По словам историка кино Оливье Луба, такой выбор конкурсной комиссии можно объяснить следующим образом: «Советские фильмы были запрещены во Франции. Все боялись распространения коммунистических идей. Но Жан Зе принял политическое решение. Советское кино было антифашистским, это было важнее. В некотором смысле в Каннах формировалась антигитлеровская коалиция». Советское высшее руководство выдвинуло условием чтобы фильмов-участников от СССР должно быть не меньше чем французских и британских. Сам конкурс был основан на других началах, чем это стало позже характерным для кинофестиваля. Так, Морис Бесси по этому поводу заметил: «Конкурируют друг с другом только фильмы из одной страны. То есть конкурс проходит среди, например, шести французских или семи американских. Подобное происходит и среди английских или советских фильмов. То есть, для каждой страны — как бы свой Оскар». 
Поддержать фестиваль из Нью-Йорка отправились голливудские звёзды Дуглас Фэрбенкс, Гарри Купер, Тайрон Пауэр, Пол Муни, Аннабелла, Шарль Буайе, Норма Ширер, Джордж Рафт, которые своим присутствием призваны были удержать от провала фестиваль стран «демократического мира», который по представительству стран-участниц и фильмов проигрывал Венецианскому кинофестивалю 1939 года.
29 августа 1939 года во внеконкурсной программе был показан американский фильм «Горбун из Нотр-Дама». Однако открытие фестиваля было сорвано начавшейся в Европе Второй мировой войной и проведением всеобщей мобилизации во Франции.
1-й Каннский международный кинофестиваль состоялся в 1946 году уже после окончания войны, хотя его проведение планировалось на 1945 год. Это стало возможным благодаря усилиям организаторов во главе с теми же Филиппом Эрланже и Жоржем Юисманом, а также при помощи Жана Пенлеве генерального директора кинокомитета Франции, участником Движения Сопротивления, сторонником и другом Шарля де Голля.

## Полнометражные фильмы-участники

### США
- Мать жениха
- Каждое утро я умираю
- Золотой мальчик
- Стэнли и Ливингстон
- Волшебник из страны Оз
- Они музицируют
- Три милашки повзрослели
- Юнион Пасифик

### Франция
- Повозка-призрак
- Франция — это империя (документальный)
- Закон Севера
- Человек из Нигера
- Ад ангелов

### Великобритания
- До свиданья, мистер Чипс
- Четыре пера

### СССР
- На границе
- Ленин в 1918 году
- Трактористы
- Если завтра война…

### Бельгия
- Африканская магия (документальный)

### Нидерланды
- Зверинец Уилтона

- Папины длинные ноги

### Швеция
- За нас двоих

### Чехословакия
- Великое решение[13]

## Награды
С учётом того, что в связи с началом Второй мировой войны 3 сентября 1939 года фестиваль был прерван, то награды фильмам-участникам не вручались. Однако в начале 2000-х годов было принято решение вновь собрать картины, которые были заявлены на форум 1939 года и, просмотрев их, выбрать победителя. Это решение было реализовано на проходящем в 2002 году 55-м Каннском кинофестивале. В программу вошли 12 фильмов-участников фестиваля 1939 года, семь из которых являлись конкурсными. Картины демонстрировались в первые три дня, а 19 мая был провозглашён победитель. После длительных дискуссий единогласным решением жюри во главе с Жаном д’Ормессоном «Золотая пальмовая ветвь» была присуждена картине американского режиссёра Сесила Демилля «Юнион Пасифик». В состав жюри 2002 года также входили: Лия ван Лир (Израиль), Раймон Шира (Франция), Дитер Косслик (Германия), Альберто Барбера (Италия) и Ферид Бугхедир (Тунис).